# Плавання на літніх Олімпійських іграх 2020 — естафета 4x100 метрів комплексом (чоловіки)
Змагання з плавання в естафеті 4x100 метрів комплексом серед чоловіків на літніх Олімпійських іграх 2020 відбулися 30 липня і 1 серпня 2021 року в Олімпійському центрі водних видів спорту. Це була шістнадцята поспіль поява цієї дисципліни на Олімпійських іграх. Її проводили на кожній Олімпіаді починаючи з 1960 року.

## Рекорди
Перед цими змаганнями чинні світовий і олімпійський рекорди були такими:
| Світовий рекорд     | - США (USA) - Аарон Пірсол (52.19) - Ерік Шанто (58.57) - Майкл Фелпс (49.72) - Дейв Волтерс (46.80) | 3:27.28 | Рим, Італія              | 2 серпня 2009  | [ 2 ] [ 3 ] |
| Олімпійський рекорд | - США (USA) - Раян Мерфі (51.85) - Коді Міллер (59.03) - Майкл Фелпс (50.33) - Натан Едрієн (46.74)  | 3:27.95 | Ріо-де-Жанейро, Бразилія | 13 серпня 2016 | [ 4 ] [ 5 ] |

## Кваліфікація
На Олімпійські ігри квадіфікувалися збірні, що посіли перші 12 місць у цій дисципліні на Чемпіонаті світу з водних видів спорту 2019. Додатково кваліфікувалися 4 збірні, що показали найкращі результати на затверджених кваліфікаціїних змаганнях під час кваліфікаційного періоду (від 1 березня 2019 до 30 травня 2020 року).

## Формат змагань
Змагання складаються з двох раундів: попередні запливи та фінал. Збірні, що показали 8 найкращих результатів у попередніх запливах, виходять до фіналу. У тому разі, коли на останнє місце потрапляння до фіналу претендують дві чи більше збірні з однаковим часом, передбачено перепливання.

## Розклад
Змагання тривають два дні, кожний раунд наступного дня.
Часовий пояс - японський стандартний час (UTC + 9)
| Дата     | Час   | Раунд             |
| -------- | ----- | ----------------- |
| 30 липня | 21:10 | Попередні запливи |
| 1 серпня | 11:36 | Фінал             |

## Результати

### Попередні запливи
Збірні, що показали 8 найкращих результатів незалежно від запливу, виходять до фіналу.
| Місце | Заплив | Доріжка | Країна                | Плавці | Час     | Примітки |
| ----- | ------ | ------- | --------------------- | --- | ------- | -------- |
| 1     | 1      | 5       | Італія (ITA)          | Томас Чеккон (53.20) Ніколо Мартіненьї (57.94) Федеріко Бурдіссо (51.46) Алессандро Мірессі (47.42)                | 3:30.02 | Q        |
| 2     | 2      | 4       | Велика Британія (GBR) | Люк Грінбенк (53.79) Джеймс Вілбі (59.16) Джеймс Ґай (50.77) Данкан Скотт (47.75)                                  | 3:31.47 | Q        |
| 3     | 2      | 5       | Росія (RUS)           | Григорій Тарасевич (53.20) Антон Чупков (59.55) Михайло Вековищев (51.20) Владислав Гриньов (47.71)                | 3:31.66 | Q        |
| 4     | 1      | 6       | Китай (CHN)           | Сюй Цзяюй (52.82) Ян Цзібей (58.32) Сунь Цзяцзюнь (51.81) Хе Цзюньї (48.77)                                        | 3:31.72 | Q        |
| 5     | 2      | 3       | Японія (JPN)          | Іріє Рьосуке (53.20) Рюя Мура (59.62) Наокі Мідзунума (51.42) Накамура Кацумі (47.78)                              | 3:32.02 | Q        |
| 6     | 1      | 3       | Австралія (AUS)       | Мітч Ларкін (53.46) Зак Стабблеті-Кук (59.11) Девід Морган (51.97) Кайл Чалмерс (47.54)                            | 3:32.08 | Q        |
| 7     | 1      | 4       | США (USA)             | Гантер Армстронґ (53.51) Ендрю Вілсон (59.20) Том Шілдс (51.33) Блейк П'єроні (48.25)                              | 3:32.29 | Q        |
| 8     | 1      | 1       | Канада (CAN)          | Маркус Тормеєр (53.66) Ґейб Мастроматтео (59.97) Джошуа Льєндо (50.92) Юрі Кісіл (47.82)                           | 3:32.37 | Q        |
| 9     | 1      | 2       | Польща (POL)          | Кацпер Стоковський (54.67) Ян Козакевич (59.24) Якуб Маєрський (50.66) Якуб Краска (48.05)                         | 3:32.62 |          |
| 10    | 2      | 2       | Франція (FRA)         | Йоанн Ндує-Бруар (52.77) Антуан Вікера (59.94) Леон Маршан (52.05) Мегді Метелла (48.65)                           | 3:33.41 |          |
| 11    | 2      | 7       | Німеччина (GER)       | Марек Ульріх (54.52) Лукас Мацерат (58.70) Маріус Кюш (52.38) Даміан Вірлінг (48.48)                               | 3:34.08 |          |
| 12    | 1      | 7       | Білорусь (BLR)        | Микита Цмих (55.50) Ілля Шиманович (58.20) Євген Цуркін (52.38) Артем Мачекін (48.74)                              | 3:34.82 |          |
| 13    | 1      | 8       | Угорщина (HUN)        | Річард Бохуш (53.51) Тамаш Такач (1:00.57) Хуберт Кош (51.94) Пийтер Голода (48.89)                                | 3:34.91 |          |
| 14    | 2      | 1       | Греція (GRE)          | Евангелос Макригіанніс (54.07) Константінос Мерецоліас (1:00.62) Андреас Вазайос (53.36) Апостолос Хрістоу (48.23) | 3:36.28 |          |
| 15    | 2      | 6       | Бразилія (BRA)        | Гільєрме Гвідо (54.11) Феліпе Ліма Вінісіус Ланса Марсело Черігіні                                                 | DSQ     |          |
| 15    | 2      | 8       | Литва (LTU)           | Данас Рапшис (54.71) Андрюс Шідлаускас Дейвідас Маргевічюс Сімонас Біліс                                           | DSQ     |          |

### Фінал
| Місце | Доріжка | Країна                | Плавці                                                              | Час     | Примітки |
| ----- | ------- | --------------------- | ------------------------------------------------------------------- | ------- | -------- |
| 1     | 1       | США (USA)             | Раян Мерфі Майкл Ендрю Кайлеб Дрессел Зак Еппл                      | 3:26.78 | OR       |
| 2     | 5       | Велика Британія (GBR) | Люк Грінбенк Адам Піті Джеймс Ґай Данкан Скотт                      | 3:27.51 | ER       |
| 3     | 4       | Італія (ITA)          | Томас Чеккон Ніколо Мартіненьї Федеріко Бурдіссо Алессандро Мірессі | 3:29.17 |          |
| 4     | 3       | Росія (RUS)           | Євген Рилов Кирило Пригода Андрій Мінаков Климент Колесников        | 3:29.22 |          |
| 5     | 7       | Австралія (AUS)       | Мітч Ларкін Зак Стабблеті-Кук Метью Темпл Кайл Чалмерс              | 3:29.60 |          |
| 6     | 2       | Японія (JPN)          | Іріє Рьосуке Рюя Мура Наокі Мідзунума Накамура Кацумі               | 3:29.91 | AS       |
| 7     | 8       | Канада (CAN)          | Маркус Тормеєр Ґейб Мастроматтео Джошуа Льєндо Юрі Кісіл            | 3:32.42 |          |
|       | 6       | Китай (CHN)           | Сюй Цзяюй Ян Цзібей Сунь Цзяцзюнь Хе Цзюньї                         | DSQ     |          |